# Митридат II (Понт)
Вижте пояснителната страница за други личности с името Митридат II.
Митридат II (на гръцки: Mιθριδάτης) е третият цар на Понтийското царство. Наследява на трона баща си Ариобарзан и управлява вероятно между ок. 250 пр.н.е. – 210 пр.н.е.

## Управление
Той е още момче, когато баща му умира и датата на качването му на трона не може да се определи със сигурност. Скоро след взимането му на властта царството е нападнато от галатите, които в крайна сметка са отблъснати.
След като достига пълнолетие се жени за Лаодика – сестра на Селевк II Калиник, за когото се твърди, че е придобил областта Фригия като зестра. Независимо от този съюз Митридат II воюва срещу зет си, който води война с Антиох Хиеракс. Митридат помага за разбиването на армията на Селевк II в битката при Анкира през 239 пр.н.е., където Селевк губи 20 000 от своите войници и едва спасява собствения си живот с бягство.
През 222 пр.н.е. Митридат дава дъщеря си Лаодика III за съпруга на селевкидския цар Антиох III Велики; друга негова дъщеря, която също носи името Лаодика се жени за Ахей – братовчед на Антиох.
През 220 пр.н.е. Митридат обявява война на богатия град Синоп. Градът обаче попада под властта на понтийските царе чак през 183 пр.н.е.
Датата на смъртта му не е известна, той е наследен от синът си Митридат III.